# Bowbrook
Bowbrook – wieś w Anglii, w hrabstwie Shropshire. Leży 4 km na zachód od miasta Shrewsbury i 227 km na północny zachód od Londynu.